# Aatos Maunula
Aatos Aarne Maunula, född den 23 februari 1906 i Tyrvis, död den 30 augusti 1979 i Helsingfors, var en finländsk militär.
Maunula genomgick sjuklassigt läroverk och fortsatte studierna vid Kadettskolan (1931), vid Stridsskolan (1934) och vid Krigshögskolan (1939). Han blev fänrik i reserven 1927, fänrik som yrkesofficer 1931 och löjtnant 1932. Maunula var kompanichef vid Viborgs regemente 1928–1929 och 1931–1932, lärare vid Kadettskolan 1932–1933, vid Stridsskolan 1934–1938, adjutant vid Jägarregementet 1935 och byråchef vid staben för IV armékåren 1939–1940. Han blev kapten 1940, major 1941 och överstelöjtnant 1948. Maunula var kommendör för Fjärde trängbataljonen 1940, byråchef vid staben för VII armékåren 1941–1942, kommendör för III bataljonen vid Andra jägarregementet 1942, byråchef vid staben för Aunusgruppen 1942–1944, vid huvudstaben 1944–1946, lärare vid Krigshögskolan 1946–1950, byråchef vid huvudstaben 1950–1953 samt kommendör för  Andra jägarbataljonen 1953–1954 och för Femte brigaden 1954–1955. Han befordrades till överste 1954, till generalmajor 1957 och till generallöjtnant 1960. Maunula var chef för operativa avdelningen i huvudstaben 1955–1957, generalkvartermästare 1957–1959, kommendör för första divisionen 1960–1961 och chef för generalstaben 1961–1966. Han var sekreterare i Finlands krigsvetenskapliga förening 1948–1959 och chefsekreterare vid Försvarsrådet 1957–1960.